# لوسيان-رينيه دوتشسن
لوسيان-رينيه دوتشسن هو سياسي فرنسي، ولد في 9 مارس 1908 في الدائرة الخامسة عشرة في باريس في فرنسا، وتوفي في 11 أكتوبر 1984 في لو تشيسناي في فرنسا. انتخب رئيس بلدية ‏.